# 스타드 드 주네브
스타드 드 주네브(프랑스어: Stade de Genève)는 스위스 제네바에 위치한 축구 겸 럭비 경기장으로, 주로 세르베트 FC의 홈구장으로 사용되고 있다. 2003년에 개장했으며 30,084명을 수용할 수 있다. UEFA 유로 2008 경기장으로 선정되었다.